# Claire Spottiswoode

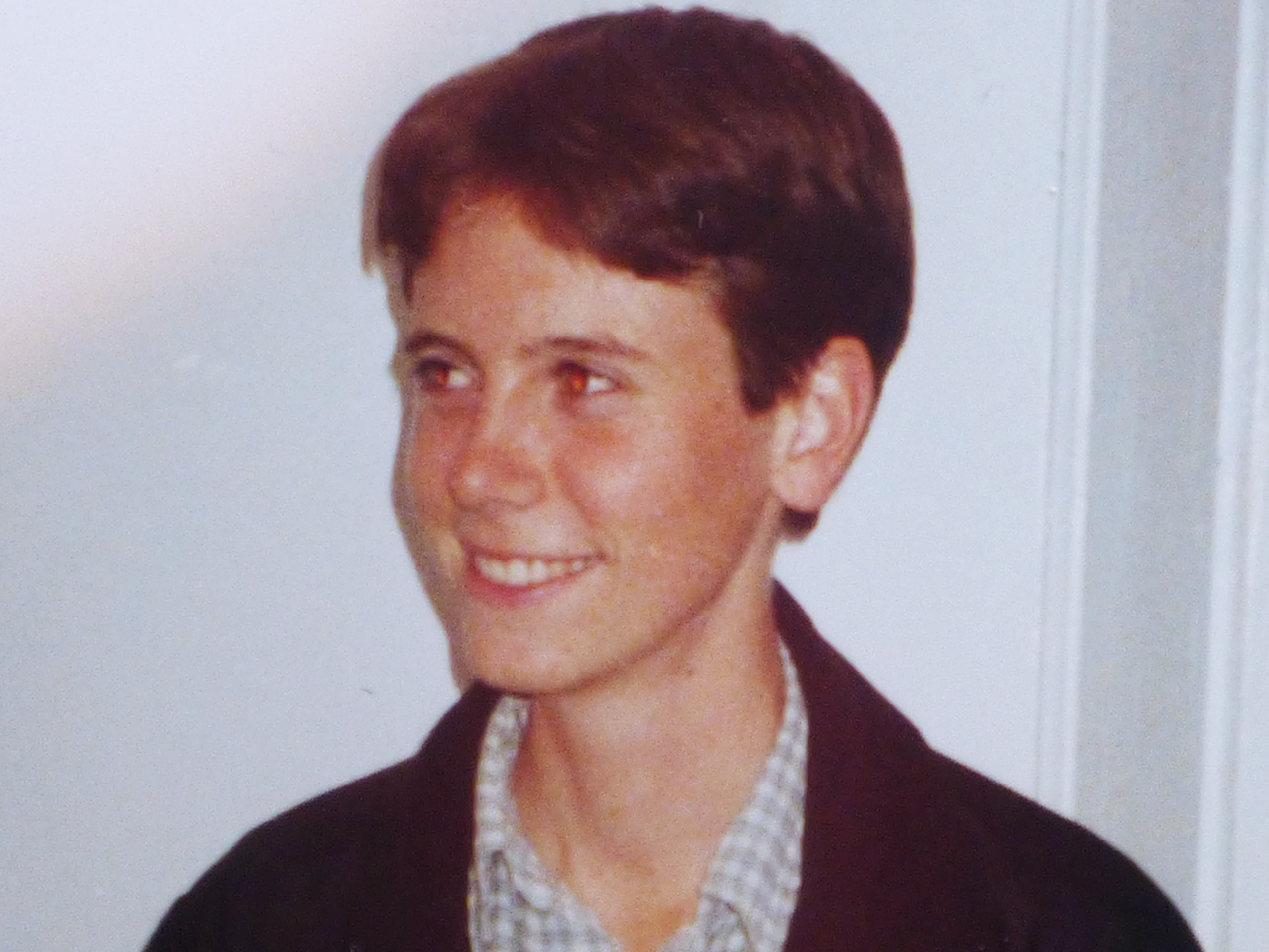
Claire Spottiswoode (2001)

Claire Spottiswoode (* in Kapstadt) ist eine südafrikanische Ornithologin, Evolutionsbiologin und Naturschützerin.

## Leben
Spottiswoode absolvierte ab 1998 ein Grundstudium an der Universität Kapstadt, wo sie 2001 zum Master of Science graduierte. Ab 2002 folgte ein Doktoratsstudium an der University of Cambridge, wo sie 2005 mit der Dissertation Behavioural ecology and tropical life-histories in African birds unter der Leitung von Nick Davies zum Ph.D. promoviert wurde. Mit verschiedenen Stipendien forschte sie eine Zeit lang in Cambridge, bis sie 2016 eine Professur an der University of Cape Town annahm. In Cambridge ist sie wissenschaftliche Mitarbeiterin am Biotechnology and Biological Sciences Research Council und Lecturer an der Abteilung für Zoologie. In Kapstadt ist sie Inhaberin des Pola-Pasvolksy-Lehrstuhls in Naturschutzbiologie am Percy FitzPatrick Institute of African Ornithology, das zum Department of Biological Sciences der Universität Kapstadt gehört.
Zu Spottiswoodes Interessen zählen die Evolution, Ökologie und Erhaltung der Wechselbeziehungen zwischen den Arten, wobei sie hauptsächlich Studien der afrikanischen Avifauna betreibt. Anfang 2006 begann sie mit Feldstudien zur Koevolution zwischen brutparasitären Vögeln und ihren Wirten in Sambia. Ihr erstes Forschungsprojekt war über die Kuckuckswitwe (Anomalospiza imberbis). Später widmete sie sich dem Schwarzkehl-Honiganzeiger (Indicator indicator) und dem Afrikanerkuckuck (Cuculus gularis). Ein weiterer Schwerpunkt von Spottiswoodes Forschung sind die mutualistischen Interaktionen zwischen den Arten. Während eines Projekts im Niassa Game Reserve, das vom Europäischen Forschungsrat unterstützt wurde, untersuchte sie den Mutualismus zwischen Honigsammlern vom Volk der Yao und dem Schwarzkehl-Honiganzeiger, der sie zu den Nestern der Wildbienen führte.
Spottiswoode führte Studien zur Nesttarnung, zur Geselligkeit von Vögeln, zu den Lebensbedingungen, zur sexuellen Selektion, zu Wanderungen sowie zur Naturschutzbiologie von gefährdeten Arten am Horn von Afrika und im nördlichen Mosambik durch. Im Jahr 2001 entdeckte sie zusammen mit Peter G. Ryan eine Population des Langschnabelsängers (Artisornis moreaui) in Mosambik wieder, einer Art, die in diesem Land zuvor im Jahr 1945 nachgewiesen wurde. 2007 gelang ihr die Wiederentdeckung der Somalispornlerche (Heteromirafra archeri) auf der Liben-Ebene in Äthiopien.
2007 lernte sie den britischen Autor und Radioproduzenten der BBC, Tim Dee, kennen, den sie 2010 heiratete.
2017 wurde Spottiswoode mit der Bicentenary Medal der Linnean Society ausgezeichnet. 2025 wurde sie zum Mitglied der Royal Society gewählt.

## Schriften (Auswahl)
- Essential Birding: Western South Africa – Key Routes from Cape Town to the Kalahari, 2000
- Southern African Birdfinder: Where to Find 1400 Bird Species in Southern Africa and Madagascar, 2006
- Where to Watch Birds in Ethiopia, 2010